# Лейзи-Маунтин
Лейзи-Маунтин (англ. Lazy Mountain) — статистически обособленная местность, которая находится в боро Матануска-Суситна, Аляска, Соединённые Штаты Америки. По данным переписи 2010 года 1479 человек.

## География
По данным Бюро переписи населения США, CDP 2010 года имеет общую площадь 58,82 квадратных мили (152,3 км2) (по сравнению с 35,7 в 2000 году), из которых 35,5 квадратных миль (92 км2) — земля и 0,2 квадратных мили ( 0,52 км2) — это вода.

## Демография
По данным переписи за 2000 год в CDP насчитывалось 1 158 человек, 410 домашних хозяйств и 303 семьи. Плотность населения составляла 32,6 человека на квадратную милю (12,6 / км 2). Было 465 единиц жилья при средней плотности 13,1 / кв. миль (5,1 / км2). Расовый состав CDP составлял 92,66% белых, 0,09% чернокожих или афроамериканцев, 2,94% индейцев, 1.04% азиатов и 3,11% от других рас. 1.04% населения были латиноамериканцами любой расы.
Было 410 домашних хозяйств, из которых 40,7% имели детей в возрасте до 18 лет, проживающих с ними, 63,7% были женатыми парами, живущими вместе, у 6,6% была материм-одиночками, а 25,9% были не женатыми. 20,2% всех домохозяйств состоят из отдельных лиц и 5,6% из них люди в возрасте 65 лет и старше. Средний размер домохозяйства 2,82, а средний размер семьи — 3,30.
В CDP население было распределено на следующие возрастные категории: 31,6% в возрасте до 18 лет, 5,7% с 18 до 24, 27,9% с 25 до 44, 28,2% с 45 до 64 и 6,6%, которые составляли 65 лет и старше. Медианный возраст составлял 36 лет. На каждые 100 женщин приходилось 114,4 мужчин. На каждые 100 женщин в возрасте 18 лет и старше приходилось 111,2 мужчин.
Средний доход для домашнего хозяйства в CDP составлял 46 500 долларов США, а средний доход для семьи составлял 54 881 доллар США. Средний доход мужчин составил 37 179 долларов США, с то время как у женщин средний доход составил 28 889 долларов США. Доход на душу населения для CDP составлял 22 789 долларов США. Около 3,3% семей и 7,8% населения были ниже черты бедности, в том числе 9,4% из них моложе 18 лет.